# Гавришко Микола Йосипович
Микола Йосипович Гавришко (нар. 5 (18) жовтня 1912, Давидківці — 1976, Хмельницький) — радянський офіцер, Герой Радянського Союзу, в роки радянсько-німецької війни командир танкового батальйону 1-ї гвардійської танкової бригади (8-й гвардійський механізований корпус, 1-ша танкова армія, 1-й Український фронт), гвардії майор.

## Біографія
Народився 5 (18) жовтня 1912 року в селі Давидківці (нині Хмельницького району Хмельницької області) в сім'ї селянина. Українець. Член ВКП(б)/КПРС з 1939 року. Закінчив 8 класів. По комсомольській путівці в 1929 році був направлений на роботу на шахті в місто Алчевськ Луганської області. Закінчив гірничий технікум.
У Червоній Армії з 1934 року. Після закінчення Київського автобронетанкового училища командував танковим взводом. Учасник «визвольного походу» радянських військ у Західну Україну і Західну Білорусь 1939—1940 років. Зустрів війну в червні 1941 року в Станіславі (нині — Івано-Франківськ). Брав участь у боях на Брянському, Воронезькому, Калінінському, 1-му Українському фронтах. У 1943 році закінчив Курси удосконалення командного складу. Пройшов бойовий шлях командиром взводу, роти, начальником розвідки бригади, командиром батальйону.
Особливо відзначився у ході Проскурівсько-Чернівецької операції. 21 березня 1944 року батальйон Гавришко отримав наказ як передовому загону бригади висунутися до Дністра й забезпечити форсування річки основними силами військ. Відрізавши шлях гітлерівським колонам, які поспішали за Дністер, пізно ввечері 23 березня головний загін 1-ї гвардійської танкової бригади вийшов до Дністра на північ від Городенки (Заліщицький район Тернопільської області). Там гвардії майор Гавришко виявив, що фашисти встигли висадити в повітря міст через річку. Тоді він, скориставшись тим, що система оборони противника ще не збудована, здійснив переправу батальйону вбрід, захопив плацдарм і забезпечив успішне форсування річки іншими підрозділами бригади.
У період з 21 по 26 березня 1944 року оволодів рядом населених пунктів, завдав противникові значних втрат у живій силі і бойовій техніці. Спільно з ротою гвардії лейтенанта Сулими, розгромив ворожий гарнізон у населеному пункті Городенка (Івано-Франківська область). Були захоплені великі трофеї і близько трьохсот полонених, серед яких — командир угорського піхотного полку.
У числі перших у ніч на 29 березня батальйон гвардії майора Гавришко увірвався до Станіслава, брав участь у вуличних боях, прорвався до центру міста. Захопив у полон кілька ворожих офіцерів, у тому числі й коменданта міста. Коли супротивник підтягнув резерви, виникла загроза оточення передового загону бригади. На кінець наступного дня Гавришко з кількома вцілілими танками за наказом залишив Станіслав, захопивши поранених і звільнені командирські сім'ї. 31 березня повторним штурмом Станіслав був відвойований.
Указом Президії Верховної Ради СРСР від 26 квітня 1944 року за мужність, відвагу і героїзм, проявлені в боротьбі з німецько-фашистськими загарбниками, гвардії майору Миколі Йосиповичу Гавришко присвоєно звання Героя Радянського Союзу з врученням ордена Леніна і медалі «Золота Зірка» (№ 2405).
У 1944 році гвардії майор Гавришко був призначений командиром 68-го гвардійського окремого танкового полку 1-ї гвардійської танкової армії. Війну закінчив у Берліні.
Після війни продовжував службу в армії. У 1949 році закінчив вищу офіцерську школу бронетанкових і механізованих військ. З 1956 року підполковник Гавришко — в запасі. Жив і працював у місті Хмельницький.
Помер у 1976 році. Похований на міському кладовищі. На могилі в 1977 році встановлено гранітний пам'ятник.

## Нагороди, пам'ять
Удостоєний звання почесного громадянина міст Бахмут Донецької області, Жмеринка Вінницької області, Бучач Тернопільської області. Його ім'ям названа вулиця у Жмеринці та в рідному селі Давидківці.
Нагороджений двома орденами Леніна, двома орденами Червоного Прапора, орденом Червоної Зірки, медалями.